# Horizonte arqueológico
Horizonte arqueológico es una convención utilizada por los investigadores para el estudio de un período de cultura material (arte y artefactos comunes) ampliamente difundido en un yacimiento arqueológico o, más habitualmente, sobre una gran área geográfica, y que constituye un nivel diferenciado en la secuencia arqueológica de tal yacimiento o región.
Este término es utilizado para designar una serie de relaciones estratigráficas que forman una fase arqueológica o son parte del proceso para determinar las fases arqueológicas de un yacimiento. Un horizonte arqueológico ha de ser entendido como una ruptura en contextos formados dentro de una matriz de Harris, denotando un cambio de época en un yacimiento determinado mediante la delimitación en el tiempo de los hallazgos encontrados dentro del contexto arqueológico.
Su uso es poco frecuente en la arqueología euroasiática, siendo más habitual en la americana. En el área andina, por ejemplo, se utiliza para identificar los procesos de formación y ruptura de grandes unidades socioculturales relacionadas entre sí por motivos políticos, religiosos o económicos:
- El Horizonte Temprano estaría ligado a la expansión de la iconografía chavín y ciertas técnicas textiles innovadoras asociadas.
- El Horizonte Medio a la producción metalúrgica del cobre y bronce identificadas con Tiahuanaco y Huari.
- El Horizonte Tardío a la expansión inca.[2]

|  |  |  |  |

Ejemplos de horizontes arqueológicos europeos serían:
- El Horizonte de los sepulcros de ocre, con el que se identifican los elementos de ruptura asociados a la denominada por Gimbutas invasión de los kurganes, detectándose nuevos ritos funerarios, elementos materiales novedosos como el hacha de combate de piedra o la cerámica cordada, el uso del caballo, etc. Enterraban a sus muertos individualmente bajo un túmulo y cubiertos de ocre, de ahí el nombre.[3]
- El Dark Earth horizon (Tierra Negra u Oscura) de Inglaterra, que separa los artefactos romanos de los posteriores artefactos nativos y mediante el cual se puede apreciar el abandono de las áreas urbanas de la Britannia romana durante el siglo II d. C.
- El horizonte campaniforme,[4] que tipifica un período de tiempo y un vasto espacio caracterizados por una cultura material que incorpora por primera vez en las regiones en las que se desarrolla (casi toda Europa occidental) la metalurgia, primero del cobre y posteriormente del bronce. Esto fue posible gracias a la creación de un denso entramado comercial desconocido hasta entonces, lo cual representó un revolucionario cambio cultural constatado por la arqueología. Sus artefactos característicos fueron el vaso campaniforme; los puñales de lengüeta y las puntas de flecha tipo Palmela, ambos de cobre; los brazaletes de arquero; los botones de hueso con perforación en V; etc.

El término es usado a veces de un modo algo incorrecto, en vez de las palabras nivel o estrato:
- Los horizontes A, B y C de la cultura de la cerámica cordada en el sur de Alemania (también denominados Steps/peldaños, A, B y C),[5] contemporáneos de la campaniforme pero con sus propios elementos culturales característicos, como fueron la cerámica cordada, el hacha de guerra votivo, el uso de caballos y vehículos de ruedas, etc. Están asociados también a la introducción de la metalurgia en las regiones por donde se extendió (Europa central, del norte y oriental), así como a la difusión de algunas lenguas indoeuropeas.